# Wassergebundene Decke

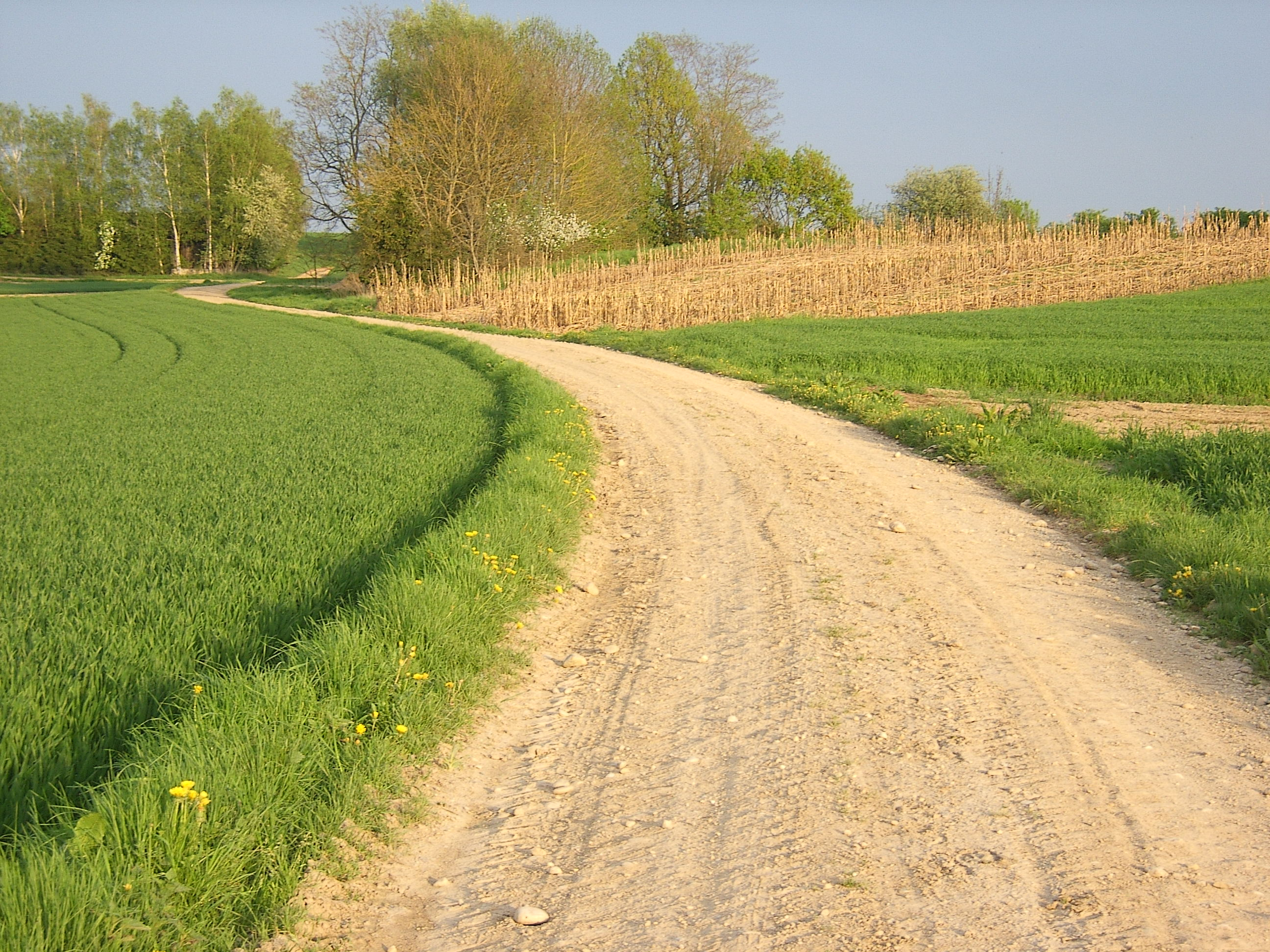
Wirtschaftsweg mit wassergebundener Decke

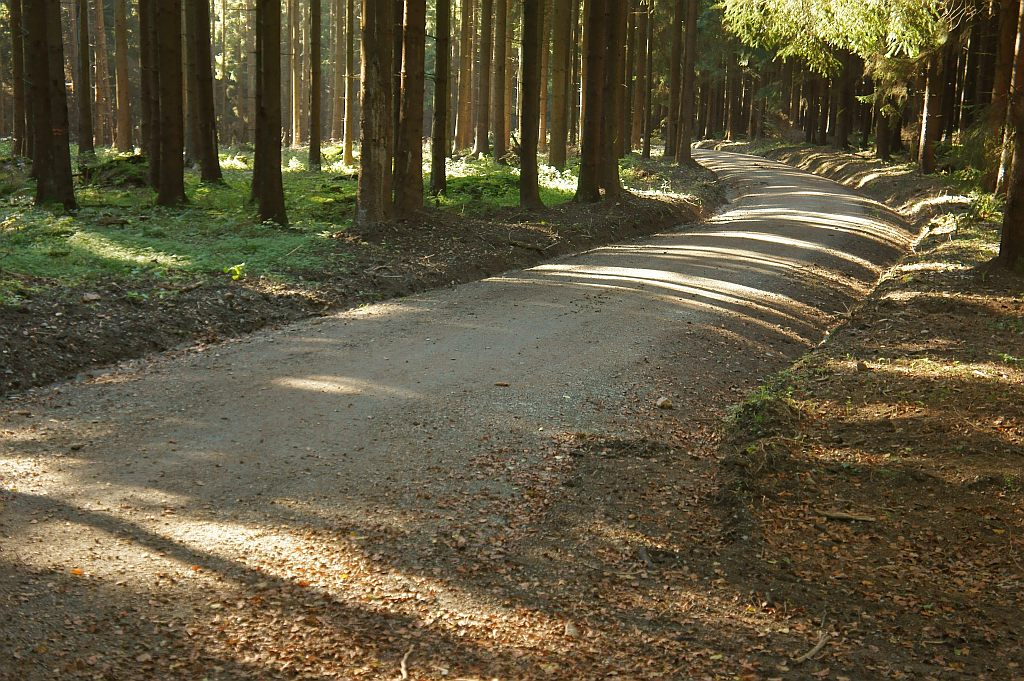
Forststraße mit wassergebundener Decke

Wassergebundene Decke (offiziell Deckschicht ohne Bindemittel [Kürzel: DoB], auch Grandbefestigung sowie in der Schweiz Chaussierung genannt) ist im Straßen- und Wegebau die Bezeichnung für einen unbefestigten Straßenbelag, der lediglich aus Brechsand, Splitt und Schotter (regional auch Grand genannt) besteht. Auf Englisch wird die Bauweise als Makadam bezeichnet. 
Die Bezeichnung ist missverständlich, da dem Mineralgemisch kein Bindemittel zur Verfestigung beigefügt wird. 
Der Begriff wassergebunden weist darauf hin, dass zur Herstellung ein Mineralgemisch mit abgestufter Sieblinie verwendet wird, dessen Feinanteile sich durch Einschlämmen mit Wasser an die groberen Bestandteile anlagern, wodurch eine gewisse Bindungswirkung entsteht und die Decke sich verfestigt. 
Verwendet wird gebrochenes Natursteinmaterial, da kantige Gesteinskörnung dem Fahrbahnbelag eine festere Struktur gibt.
Wege mit wassergebundener Decke heißen auch unbefestigter Weg oder Schotterstraße. Sie sind nur für Verkehrswege mit geringer Verkehrsbelastung und niedriger bis mittlerer Fahrgeschwindigkeit geeignet. Wenn der unbefestigte Fahrstreifen als zweite Fahrspur unmittelbar neben einem befestigten Weg verläuft, spricht man von einem Sommerweg.

## Herstellung und Funktion
Der oberste Belag ist etwa zwei bis vier Zentimeter dick und liegt einer rund sechs Zentimeter dicken Tragschicht auf, die Druck und Schub dynamisch überträgt. Darunter liegen eine Frostschutzschicht und der tragfähige Unterbau, gegebenenfalls als Packlage ausgeführt. Das verwendete Material wird weder von hydraulischen noch bituminösen Bindemitteln zusammengehalten. Stattdessen wird der Oberbau auf die feuchte Tragschicht aufgebracht, anschließend verdichtet (gewalzt) – und dann einige Wochen nicht belastet. Erst die Einwaschung der obersten Schichten sorgt für die Bindung und damit eine kompakte Struktur.
Kennzeichen eines Weges mit richtig ausgeführter wassergebundener Decke ist es, dass selbst schmale Reifen mit hoher punktueller Druckbelastung keine Spuren hinterlassen und der Fahrwiderstand bei geringer Geschwindigkeit dem auf durchschnittlichen Asphaltdecken vergleichbar ist.

### Vorteile
Zur Herstellung von wassergebundenen Decken werden weit weniger Energie und Ressourcen benötigt, als für befestigte Fahrbahnen. Die Decke ist nicht wasserdicht. Niederschläge können teilweise versickern, wodurch sich ein niedrigerer Abflussbeiwert als bei Beton- und Asphaltoberflächen ergibt.  
Die Herstellungskosten betragen etwa zwei Drittel vergleichbarer Asphaltflächen. Neben dem Einsatz als Wegebelag forst- und landwirtschaftlicher Nutzwege finden wassergebundene Decken auch Anwendung in Parkanlagen sowie auf Parkplatzflächen.
Im Wald, Naturschutzgebieten und im Rahmen einer naturnahen Landschaftsgestaltung werden wassergebundene Decken bevorzugt. Die meist helle Oberfläche heizt sich bei Sonneneinstrahlung deutlich weniger auf als dunkle Asphaltflächen. Temperaturausgleichend wird auch die Verdunstungskälte der aus dem Untergrund aufsteigenden Feuchtigkeit.
Wassergebundene Decken sind etwas weniger hart im Auftritt und somit gelenkschonender für Fußgänger, Jogger und Pferde, deren Hufe auch weniger stark abnutzen.

### Nachteile
Wassergebundene Decken sind anfällig für Erosion in Gefällstrecken, da abfließendes Wasser bei starken Regenfällen die oberste Schicht des Materials fortspült. Dadurch wird der Weg holprig, es bilden sich Rinnen und Schlaglöcher. Insbesondere in ariden Klimazonen bilden sich Waschbrettpisten aus. 
Die Instandhaltung wassergebundener Fahrbahnen ist aufwändiger und besonders nach Schneeräumungen, langanhaltender Feuchtigkeit und Nutzung der Wege durch schwere Forst- und Landwirtschaftsmaschinen erforderlich.
Fahrzeugverkehr mit mehr als ca. 20 km/h führt auf wassergebundenen Wegen bei Trockenheit zur Staubentwicklung. Der sich unter dem Fahrzeugboden bildende Sog führt zum Austrag von Feinanteilen der oberen Deckschicht durch schnellfahrende Fahrzeuge. Problematisch sind auch die hohen Gewichte moderner landwirtschaftlicher Fahrzeuge, sie begünstigen das Entstehen von Fahrbahnschäden.
In einigen deutschen Bundesländern reglementieren Qualitätsstandards für Radwege den Einsatz von wassergebundenen Decken. So regelt beispielsweise in Sachsen ein Erlass, dass solche nicht an Steigungen oder im Hochwasser-Überflutungsbereich und nur in ökologisch besonders sensiblen Gebieten verwendet werden dürfen.

## Vorkommen
Wassergebundene Decken werden in gemäßigten Zonen – mit ansonsten höherem Ausbauzustand der Straßen – bevorzugt für land- und forstwirtschaftliche Zwecke und im ländlichen Raum verwendet (Forstwege, Wirtschaftswege). 
In vielen Gebieten der Tropen, Subtropen und polaren/subpolaren Zonen sind Schotterpisten (Straßenbelag beispielsweise Laterit, Lehm, Sand) bzw. Naturstraßen vorherrschend. 
Landmaschinen und Schwerlastverkehr verursachen bei feuchter Witterung tief eingegrabene Spurrinnen (englisch galleys). Unter bestimmten Bedingungen bilden sich Waschbrettprofile (englisch corrugations).

## Alternativen und Regelwerk
Als Alternativen zur wassergebundenen Decke kommen z. B. Rasengittersteine, Pflasterung oder Asphalt in Frage.
Einen Ansatz zur verbindlichen Regelung leistet die Richtlinie für die Standardisierung des Oberbaues von Verkehrsflächen.